# Friedrich Gilly
Friedrich David Gilly, född 16 februari 1772 i Altdamm nära Stettin, död 3 augusti 1800 i Karlsbad, var en tysk arkitekt. Han var son till arkitekten David Gilly. 
Gilly var verksam i Berlin. Trots sin tidiga bortgång hade han likväl hunnit skapa sig ett namn såsom banbrytare för den nyantika stilriktningen inom arkitekturen i Berlin, sådan denna riktning sedermera utbildades av hans ryktbare lärjunge Karl Friedrich Schinkel.